# Втюринское
 Втюринское  — деревня в Тоншаевском муниципальном округе Нижегородской области.

## География
Деревня находится в северо-восточной части Нижегородской области, на расстоянии приблизительно 11 километров (по прямой) к юг-юго-восток от посёлка Пижма.

## Население
Постоянное население составляло 9 человек (русские 89%) в 2002 году, 5 в 2010.

## История
Основана в конце XVIII века как починок Унжа крестьянами из рода Втюриных, выходцев из Орловского уезда Вятской губернии. До 2020 года входила в состав городского поселения Рабочий посёлок Пижма до его упразднения.